# Остеркаппельн
Остеркаппельн (нем. Ostercappeln) — община в Германии, в земле Нижняя Саксония.
Входит в состав района Оснабрюк. Население составляет 9505 человек (на 31 декабря 2010 года). Занимает площадь 100,18 км².
Коммуна подразделяется на 3 сельских округа.

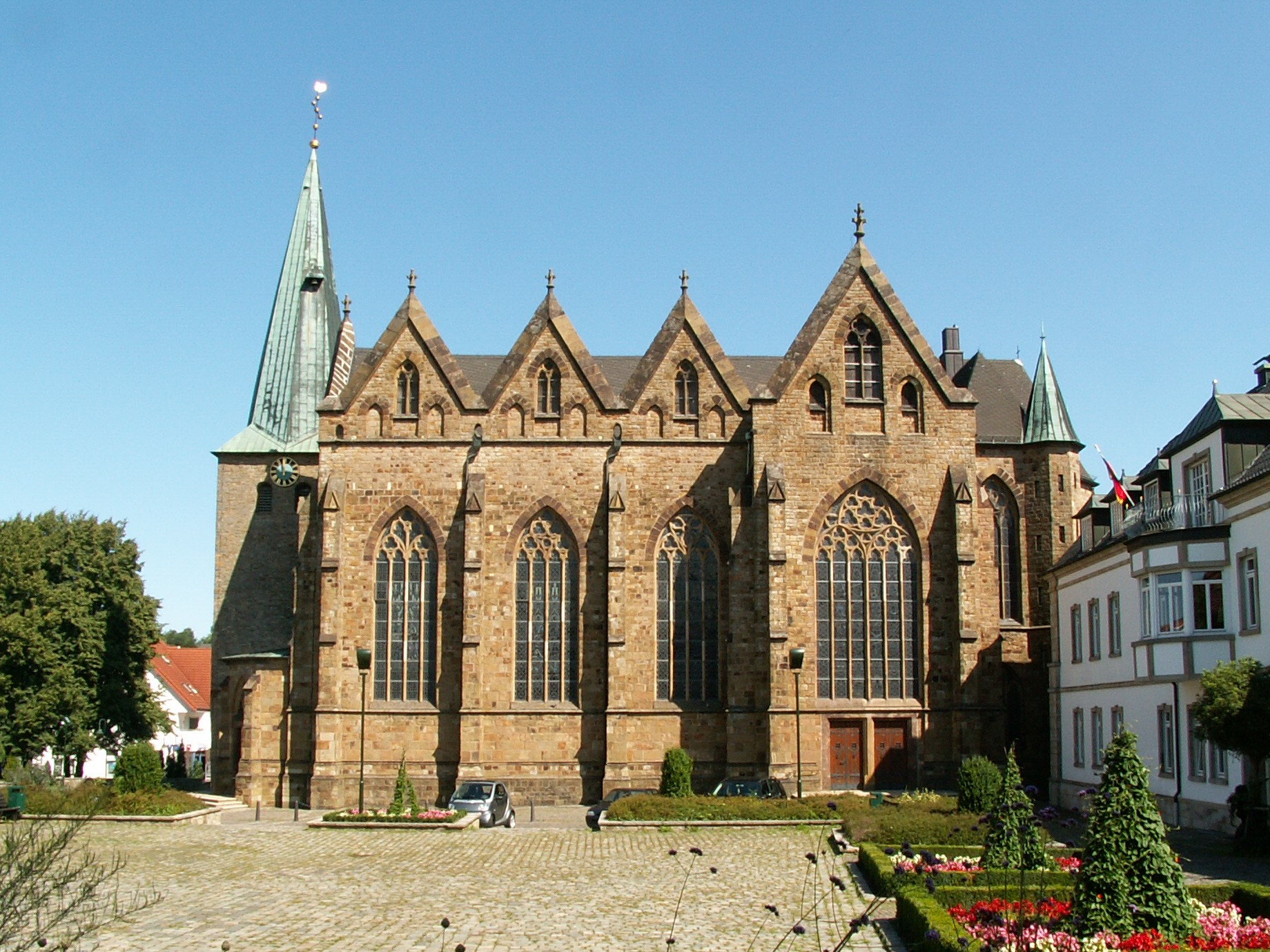
Остеркаппельн

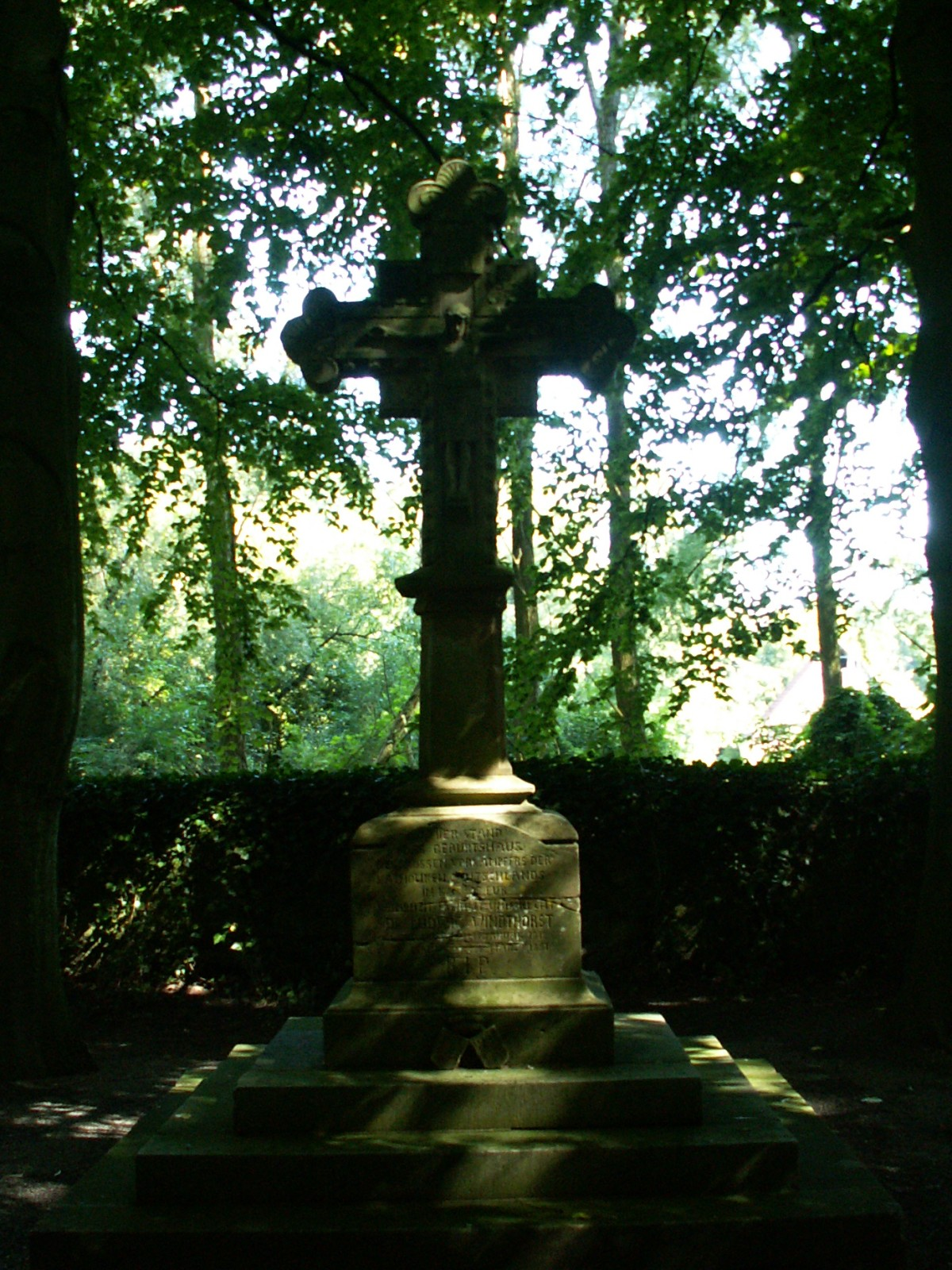
Остеркаппельн

| Год  | Население |
| ---- | --------- |
| 1990 | 7896      |
| 1995 | 8838      |
| 2000 | 9058      |
| 2005 | 9657      |
| 2010 | 9537      |